# Avenir Sportif de La Marsa
L'Avenir Sportif de La Marsa (àrab: المستقبل الرياضي بالمرسى, al-Mustaqbal ar-Riyāḍī bi-l-Marsà, ‘Futur Esportiu de la Marsa’) o ASM és un club de futbol tunisià de la ciutat de La Marsa. Va ser fundat el 1939 amb el nom Club Musulman.

## Palmarès
- Copa tunisiana de futbol[3]
  - 1961, 1977, 1984, 1990, 1994

- Copa de la Lliga tunisiana de futbol
  - 2007